# Pseudotindaria
Pseudotindaria is een geslacht van tweekleppigen uit de  familie van de Neilonellidae.

## Soorten
- Pseudotindaria catillus Maxwell, 1988 †
- Pseudotindaria championi (Clarke, 1961)
- Pseudotindaria delli Maxwell, 1992 †
- Pseudotindaria ferrari (C. A. Fleming, 1950) †
- Pseudotindaria kapua (Marwick, 1931) †
- Pseudotindaria kouhaiensis (Marwick, 1931) †
- Pseudotindaria nugax (Marwick, 1931) †
- Pseudotindaria provoluta (Dell, 1950) †